# Danske Dramatikere
Danske Dramatikere, tidligere Danske Dramatikeres Forbund, er et fagforbund for dramatikere inden for teater, radio, tv og film, for librettister samt for oversættere og bearbejdere af dramatik. Forbundet har i dag 410 medlemmer (2019).
Forbundet blev grundlagt 9. marts 1906 på initiativ af Emma Gad med det formål at varetage dramatikernes ophavsret, der var blevet sikret ved Bernerkonventionen fra 1886, som Danmark tiltrådte i 1903.